# Başmakçı (district)
Başmakçı is een Turks district in de provincie Afyonkarahisar en telt 11.329 inwoners (2007). Het district heeft een oppervlakte van 443,16 km².
De bevolkingsontwikkeling van het district is weergegeven in onderstaande tabel.
| 1997   | 2000   | 2007   |
| ------ | ------ | ------ |
| 15.945 | 15.084 | 11.329 |